# Sašimi
Sašimi (刺身) je japonska delikatesa, narejena pretežno iz surovega ribjega ali drugega mesa, narezanega na tanke rezine, ki jo običajno uživamo skupaj s sojino omako.

## Primerjava s sušijem
Precejšnje število oseb, ki po poreklu ne prihajajo z Japonske oziroma niso Japonci, uporablja izraza sašimi in suši zamenljivo, vendar sta obe jedi različni in ločeni. Suši se nanaša na katero koli jed, pripravljeno s kisanim rižem. Medtem ko je surova riba ena od tradicionalnih sestavin sušija, številne jedi iz sušija vsebujejo kuhane morske sadeže, druge vrste sušija pa sploh ne vsebujejo morskih sadežev, vključujejo pa tudi sestavine, kot so morske alge in zelenjava. Nasprotno pa se sašimi vedno streže kot samostojna jed. Čeprav je na Japonskem uživanje surovih rib že dolgoletna tradicija, naj bi zamisel, da bi jih postregli kot lepo aranžirano jed, prišla s Kitajske, verjetno v obdobju Kamakura (1185 – 1333). Zgodnja kuharska knjiga v japonščini, napisana leta 1489, pravi, da je treba surovo meso narezati in zmešati s kisom in začimbami, kot so sol in zelišča.
Zgodnji zahodnjaški opis sašimija izvira iz pisma, ki ga je napisal bodoči admiral flote angleške kraljeve mornarice sir Arthur Wilson, ki je bil v poznih 1860-ih dodeljen britanski pomorski misiji na Japonskem: »To je posebna vrsta ribe, ki jo narežejo na zelo tanke rezine in postrežejo z neko omako. Velja za odlično poslastico. Poskusil sem jo in ni bila slaba, vendar je osnovna ideja odbijajoča«.

## Postrežba
Sašimi je pogosto prva jed v uradnem japonskem obroku, lahko pa je tudi glavna jed, ki se jo v ločenih skledah postreže z rižem in miso juho. Japonski kuharji menijo, da je sašimi najboljša jed v japonskih uradnih obrokih in priporočajo, da se ga užije, preden drugi močni okusi prizadenejo brbončice.
Narezani morski sadeži, ki sestavljajo glavno sestavino, so običajno pokriti z okrasom. Tipičen okras je azijska bela redkev, daikon, narezana na dolge tanke niti, ali posamezni listi zelišča šiso (perila). Okrasi za sašimi se na splošno imenujejo cuma in lahko vključujejo tudi rezine druge surove zelenjave, kot so kumare in korenje, pa tudi morske alge, cvetove ter liste in stebla drugih rastlin.
Sašimi se pogosto postreže z omako za pomakanje (sojino omako) in začimbami, kot je vasabi pasta, nariban svež ingver, gari ali vložen ingver, nariban svež česen ali ponzu za mesni sašimi in podobnimi okraski, kot na primer šiso in nastrgana redkev daikon. Vasabi pasta se včasih vmeša neposredno v sojino omako kot omako za pomakanje, česar se na splošno ne počne pri uživanju sušija (ki običajno vključuje vasabi). Znana motivacija za postrežbo vasabija s sašimijem in garijem je poleg njegovega okusa tudi ubijanje škodljivih bakterij in parazitov, ki bi lahko bili prisotni v surovi morski hrani.

## Različice
Priljubljene glavne sestavine za sašimi so:
- losos|鮭|Sake
- lignje|いか|Ika
- rakce|えび|Ebi
- tuno|マグロ|Maguro
- skušo|さば|Saba
- različne sardele|あじ|Aji
- hobotnico|たこ|Tako

Nekatere sestavine sašimija, kot na primer hobotnice, se zaradi njihove žvečljive narave včasih postrežejo kuhane. Večino morskih sadežev, kot so tun, losos in lignji, pa postrežejo surove. Tataki (たたき ali 叩き, 'zdrobljen') je vrsta sašimija, ki se na zunanji strani hitro in rahlo zapeče, znotraj pa ostane surov.

## Skrb za okolje
Z nenehnim obsegom ribolova stopnja populacije modroplavutega tuna vztrajno upada. Možna, a še ne popolnoma mogoča rešitev je gojenje modroplavutega tuna v ribogojnicah. Zgodovinsko gledano je to predstavljalo težavo, saj se ribe v ujetništvu ne razmnožujejo iz mresta, temveč iz majhnih prosto živečih rib, ki se ujamejo v mreže in jih nato prevažajo v ribogojnice, večinoma v Sredozemlju. Japonski znanstveniki naj bi sicer našli rešitev za uspešno razmnoževanje in vzrejo rib v celoti v ujetništvu.